# Didaphne caerulescens
Didaphne caerulescens är en fjärilsart som beskrevs av George Francis Hampson 1901. Didaphne caerulescens ingår i släktet Didaphne och familjen björnspinnare. Inga underarter finns listade i Catalogue of Life.